# Mosi Tatupu Award
Le Mosi Tatupu Award est une récompense qui a été décernée chaque année de 1997 à 2006 au meilleur joueur universitaire de football américain évoluant en NCAA Division I FBS au sein des équipes spéciales. Ce prix était attribué conjointement par le Maui Quarterback Club et le Hula Bowl.
Le prix tire son nom de Mosi Tatupu,ancien joueur de football américain issu de la Punahou School et ayant joué en NCAA pour les Trojans de l'USC (1974-1978) et en NFL pour les Patriots de la Nouvelle-Angleterre (1978-1990). Il meurt le 23 février 2010. Détenteur de nombreux records hawaïens au niveau de la course et est intronisé au Hall of Fame du football hawaïen en 2015.
Son fils Lofa Tatupu a joué pour les Seahawks de Seattle au poste de linebacker (2005-2010), obtenant trois sélections au Pro Bowl.

## Palmarès
| Saisons | Joueurs         | Équipes                       |
| ------- | --------------- | ----------------------------- |
| 1997    | Brock Olivo     | Tigers du Missouri            |
| 1998    | Chris McAlister | Wildcats de l'Arizona         |
| 1999    | Deltha O'Neal   | Golden Bears de la Californie |
| 2000    | J. T. Thatcher  | Sooners de l'Oklahoma         |
| 2001    | Kahlil Hill     | Hawkeyes de l'Iowa            |
| 2002    | Glenn Pakulak   | Wildcats du Kentucky          |
| 2003    | Wes Welker      | Red Raiders de Texas Tech     |
| 2004    | Chad Owens      | Rainbow Warriors d'Hawaï      |
| 2005    | Ryan Hoffman    | Redbirds d'Illinois State     |
| 2006    | A.J. Trapasso   | Buckeyes d'Ohio State         |